# برينو (لاعب كرة قدم مواليد 1999)
برينو (مواليد 1 أبريل 1999) هو لاعب كرة قدم برازيلي يلعب كحارس مرمى في نادي غريميو بورتو أليغرينزي.